# HTMS Krabi
Pour les articles homonymes, voir Krabi (homonymie).
Le HTMS Krabi (OPV-551) est un patrouilleur hauturier (en anglais : Offshore Patrol Vessel ou OPV) de la Marine royale thaïlandaise. Il s’agit d’un patrouilleur de classe River modifié, construit par Mahidol Adulyadej Naval Dockyard, avec le soutien de la conception et du transfert de technologie de BAE Systems Surface Ships. D’autres travaux de construction ont eu lieu à l’arsenal Mahidol de la Marine royale thaïlandaise à Sattahip.

## Construction
Le contrat de construction du Krabi a été signé en juin 2009 et la construction a commencé en août 2010. Le Krabi a été lancé le 3 décembre 2011, lors d’une cérémonie à laquelle a assisté la princesse Maha Chakri Sirindhorn. Après son lancement, il a commencé à être équipé et est entré en service en 2013,. La marine thaïlandaise prévoit d’utiliser le Krabi pour patrouiller dans la zone économique exclusive (ZEE) de la Thaïlande, ainsi que pour la protection des pêches et des ressources naturelles et pour apporter des secours en cas de catastrophe.
Le Krabi mesure 91 mètres de long. Il est armé d’un canon principal Oto Melara de 76 mm et de deux canons secondaires MSI de 30 mm pour sa défense, ainsi que de mitrailleuses,. Il est capable de mettre en œuvre un hélicoptère AgustaWestland AW139 décollant d’un pont d'envol long de 20 mètres. Il est propulsé par deux moteurs diesel MAN 16v 28/33D, développant 9 700 ch (environ 7,2 mégawatts) et sa vitesse maximale devrait être supérieure à 25 nœuds (46 km/h). Il est équipé d’un radar de surveillance Thales Variant, d’un radar de conduite de tir Thales Lirod Mk2 et du système de gestion de combat Thales Tacticos.

## Engagements
En octobre 2013, le Krabi a participé à l’International Fleet Review 2013 à Sydney, en Australie. En mai 2016, la Marine royale thaïlandaise a déclaré qu’elle prévoyait de déployer ses nouveaux hélicoptères H145M, en service au sein de la 202e escadrille, sur le HTMS Krabi.